# Peromanti

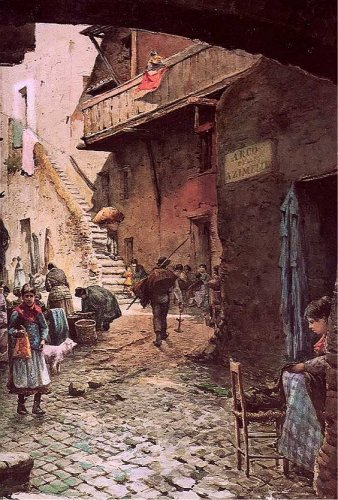
Scene di vita di strada nel Ghetto di Roma a fine Ottocento (Ettore Roesler Franz, ca. 1880)

Nella Roma ottocentesca, i peromanti (o perromanti), detti anche urtisti per il particolare brusco approccio alla clientela (la cui attenzione poteva essere richiamata attraverso un colpo, o un urto), costituivano una peculiare categoria di venditori ambulanti, caratterizzati dalla specializzazione nel trattare una particolare tipologia merceologica, quella della vendita degli oggetti devozionali della religione cattolica. Di estrazione ebraica, i peromanti erano per questo legati, da un punto di vista abitativo, al perimetro delle vie del Ghetto di Roma e del Portico di Ottavia, ma, per ciò che concerne l'attività commerciale erano, in via eccezionale, autorizzati a operare per le strade e le piazze della città, in questo differenziandosi dagli altri ebrei romani, le cui attività economiche erano invece forzosamente confinate nel ghetto. 
Costituivano una vera e propria classe sociale, composta da persone e nuclei familiari di bassa estrazione, provenienti com'erano da un ceto basso e minuto di popolani, il cui lavoro quotidiano consisteva nel percorrere in lungo e largo le vie della città allo scopo di smerciare ai pellegrini cristiani (oltre che ai turisti, con in flussi dei decenni a seguire) la loro varia mercanzia, come corone da rosario, ricordini, souvenir. Il mestiere ha attraversato le epoche, sopravvivendo ai rivolgimenti storici e politici (come l'Unità d'Italia) e alle trasformazioni sociali ed economiche manifestatesi nel XIX e nel XX secolo, fino a conservare ancora, all'affacciarsi del XXI secolo, una propria vitalità economica. Nel trascorrere degli anni, il mestiere non ha mai perso l'originaria matrice identitaria ebraica, che si conserva e si rinnova anche nella società romana di inizio XXI secolo.

## Denominazione ed etimologia

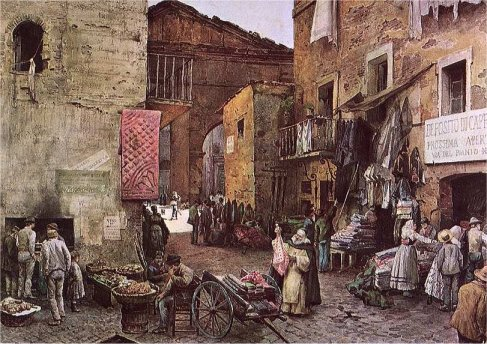
Vita e commercio per le vie del Ghetto romano nella prima metà dell'800 (Ettore Roesler Franz)

L'etimologia del nome, appartenente alla gergalità giudaico romanesca, coniato come participio presente sulla falsariga del termine "ambulante", rifletteva la caratteristica precipua del loro mestiere di mercanti girovaghi, quella "de anna' ppe' Roma" ("di andar per Roma"), attraverso percorsi che venivano compiuti a piedi, portando in mano la merce, senza poter usare carretti o appoggiarla su banchetti. Nell'Ottocento erano chiamati anche urtisti, un nome che è entrato anche nel linguaggio comune e amministrativo: infatti, oltre a essere ancor vivo nel dialetto romanesco, dell'uso del termine si è impadronito perfino il gergo burocratico, avendolo adottato lo stesso municipio di Roma per classificare questa tipologia di venditori. Il nome "urtista" derivava dal particolare approccio adottato per stabilire un contatto con i potenziali clienti, che iniziava col richiamare l'attenzione tramite un lieve urto assestato con lo schifetto (così veniva chiamata la piccola cassa di legno tenuta appesa al collo, che serviva a contenere ed esporre l'oggettistica proposta in vendita). Eredi di peromanti e urtisti sono i cosiddetti "ricordari" (o "madonnari") novecenteschi, sia bancarellari, sia ambulanti senza sede fissa.

### Slittamenti e ampliamenti semantici
Con lo stesso termine vengono indicati anche quei mercanti girovaghi che, privi di capitale proprio, si limitavano a smerciare, in giro per fiere e mercati, la merce affidatagli da altri commercianti più benestanti.
Con lo spostamento al Testaccio di molti ebrei e di loro attività, in coincidenza con i lavori di risanamento del Ghetto verso fine Ottocento, il termine peromante si diffuse e acquisì una nuova sfaccettatura di senso, andando a indicare anche i mercanti di frutta e verdura di scarto. Questo slittamento semantico, secondo Bruno Migliorini, fu propiziato dall'assonanza fonetica con il termine "peracottaro".

## Storia
La vendita di rosari ai pellegrini era una delle poche attività consentite agli ebrei romani al di fuori dei confini del Ghetto: ciò era loro permesso grazie al beneficio concesso da un editto papale di fine Ottocento, in un contesto di ampliamento delle libertà concesse dai pontefici agli ebrei romani fin dall'inizio di quel secolo. Questo insieme di circostanze favorevoli diede impulso allo sviluppo di un intero settore commerciale, connotato dal punto di vista etnico, incentrato sulla vendita di oggetti devozionali di ispirazione cattolica.
I peromanti si muovevano in giro per l'Urbe, a piedi e muniti dello schifetto, la caratteristica cassettina in legno che gli sporgeva sul davanti e che ciascuno portava appesa al collo tramite una cinghia di tela. La cassetta era piena delle loro mercanzie, come corone da rosario, medagliette, cammei. Erano anche forniti di un bastone che serviva loro per aiutarsi a sorreggere la cassetta quando, da fermi, nel corso di una trattativa, avevano necessità di mostrare la loro merce ai potenziali acquirenti. Il bastone, tuttavia, veniva appoggiato sempre sul piede e mai poteva toccar terra: in tal caso, infatti, avrebbero potuto incorrere in una multa per occupazione di suolo pubblico. 
L'attività commerciale dei peromanti si perpetuava per tradizione familiare, con la trasmissione delle licenze di generazione in generazione. 
La documentazione d'archivio registra anche forme di ostilità che ricevevano dai rigattieri cristiani, timorosi di possibili invasioni di campo, di occupazioni di spazi, e della loro concorrenza.

### Epoca fascista
La loro attività sopravvisse per un po' anche in epoca fascista, almeno all'inizio, quando i peromanti continuarono a essere autorizzati e finirono addirittura per essere inquadrati nel sistema corporativo del tempo: dovevano vestire un'apposita divisa e indossare un cappello recante l'acronimo S.F.V.A., che stava per Sindacato Fascista Venditori Ambulanti. Questo contesto legale fu spazzato via del tutto dalla politica razziale del regime fascista: a seguito dell'emanazione delle leggi razziali, la loro attività divenne illegale anche se continuò lo stesso, in modo abusivo e clandestino, spesso venendo condotta da ragazzini che potevano sfuggire con più facilità a eventuali controlli. La conduzione illecita perdurò anche nel frangente della seconda guerra mondiale, perfino nella convulsa temperie dell'occupazione nazista di Roma, quando l'offerta della merce si adeguò alle necessità dell'economia di guerra e alle richieste dei soldati tedeschi invasori: sigarette di contrabbando, crema da barba, lucido e lacci per scarpe. Coloro che scamparono alla guerra, sopravvissuti al rastrellamento del Ghetto nel 1943, e superstiti dalle deportazioni nei campi di concentramento e di sterminio, rimasero peromanti per tutta la vita.

### Secondo dopoguerra

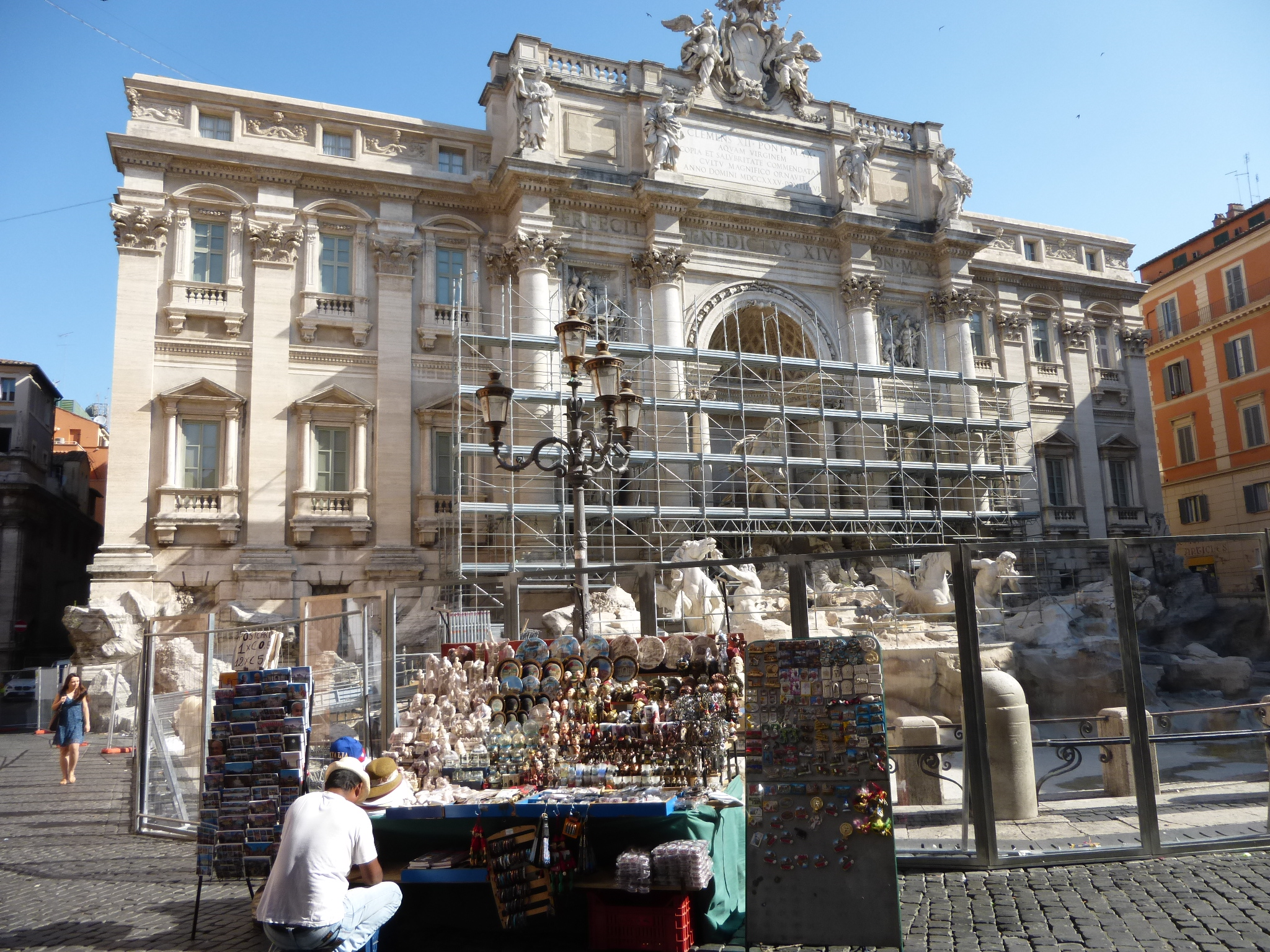
Bancarella di souvenir alla Fontana di Trevi

Nel secondo dopoguerra il mestiere si adeguò al diverso scenario economico italiano e alle nuove necessità della mutata platea di clienti. Si registrò in particolare, un adattamento alle nuove esigenze sorte con l'arrivo di flussi turistici di massa. Con l'affacciarsi di nuove importanti nazionalità di viaggiatori (tra cui quelli di provenienza statunitense e giapponese), gli anni settanta del Novecento segnano un'altra mutazione: gli schifetti tendono a trasformarsi in improvvisati banchetti di fortuna, poggiati su muretti o tenuti in piedi su cavalletti. Chi in possesso di una regolare licenza riesce a ottenere il permesso per aprire una bancarella, mentre continua a sopravvivere l'esercizio abusivo. Il settore va avanti attraverso alterne fortune, la cui variabilità nel tempo riflette le mutevoli attrattive esercitate dalle diverse personalità dei papi succedutisi: le prospettive economiche, buone fino a Karol Wojtyla, divengono scarse sotto il papato di Joseph Ratzinger (considerato poco attraente per le folle di pellegrini), ma vivono una tendenza di ripresa sotto Papa Francesco. 
Pur evolvendosi, quello del venditore ambulante romano di ricordini ha continuato sempre a rimanere un "mestiere identitario degli ebrei romani", perfino per le nuove generazioni, che, benché più scolarizzate delle precedenti, continuano a non disdegnare la scelta dell'antico mestiere ambulante appartenuto ai loro avi, perpetuando ancora il retaggio familiare ereditato dalle generazioni che le avevano precedute.